# Pădurea Bădeana
Pădurea Bădeana este o arie protejată de interes național ce corespunde categoriei a IV-a IUCN (rezervație naturală de tip forestier și botanic), situată în Moldova, pe teritoriul județului Vaslui.

## Localizare
Aria naturală se află în partea de sud-vest a județului Vaslui, în Colinele Tutovei, pe teritoriul vestic al satului Bădeana, comuna Tutova, în apropiere de drumul național DN24 care leagă orașul Bârlad de Tecuci. 

## Descriere
Pădurea Bădeana a fost declarată arie protejată prin Legea Nr.5 din 6 martie 2000 (privind aprobarea Planului de amenajare a teritoriului național - Secțiunea a III-a - zone protejate). Rezervația naturală se suprapune sitului de importanță comunitară omonim, la baza desemnării căruia se află buhaiul de baltă cu burtă roșie (un amfibian din specia Bombina bombina), specie protejată prin Directiva Consiliului European 92/43/CE din 21 mai 1992 (privind conservarea habitatelor naturale și a speciilor de faună și floră sălbatică) și aflată pe lista roșie a IUCN. Aria naturală fondată în anul 1973, are o suprafață de 58,60 de hectare, pe cuprinsul căreia sunt conservate elemente floristice specifice zonei de silvostepă. .
Flora are în componență arbori și arbusti cu specii de: stejar pufos (Quercus pubescens), stejar brumăriu (Quercus pedunculiflora), gorun (Quercus petraea, Quercus dalechampii), stejar (Quercus virgiliana), gârniță (Quercus frainetto), arțar tătăresc (Acer tataricum), mojdrean (Fraxinus ornus), migdal pitic (Amygdalus nana), scoruș (Sorbus domestica), dârmoz (Viburnum lantana).

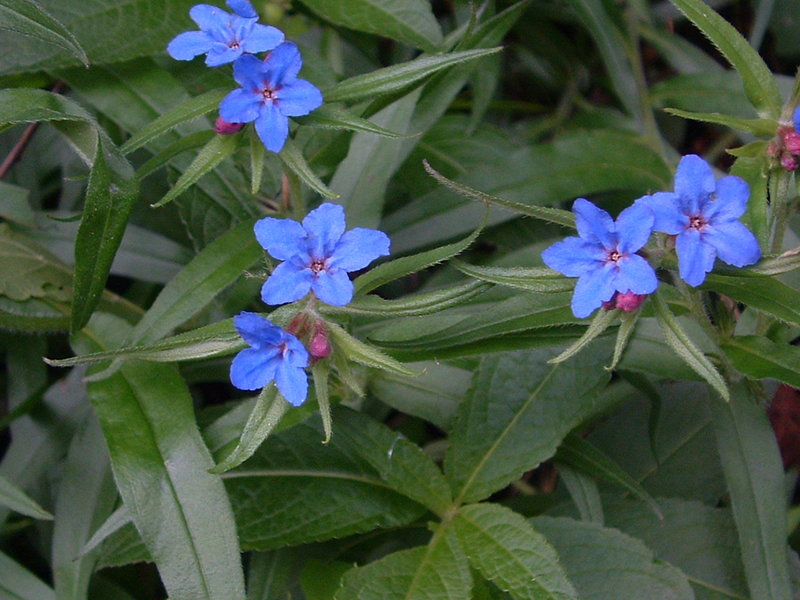
Mărgeluşe (Lithospermum purpureocaeruleum)

Rezervația adăpostește și conservă un habitat natural de tip Vegetație forestieră ponto-sarmatică, cu stejar pufos.
La nivelul ierburilor vegetează mai multe rarități floristice cu elemente balcanice, continentale sau pontico-submediteraniene; printre care: stânjenel de stepă (Iris pumila), stânjenel de pădure (Iris pseudocyperus), clopoței (Campanula sibirica), sipică (Cephalaria uralensis), pesmă (Centaurea orientalis), ghiocel (Galanthus nivalis), rușcuță de primăvară (Adonis vernalis), miruță (Anchusa ochroleuca), mărgelușe (Lithospermum purpureocaeruleum) sau brâdușă albă (Crocus variegatus). 